# Duke of Edinburgh (Schiff)
Die Duke of Edinburgh, auch HMS Duke of Edinburgh, war ein Panzerkreuzer und Typschiff der gleichnamigen Klasse der britischen Marine, der von 1906 bis 1919 in Dienst stand. Benannt war das Schiff nach Alfred von Sachsen-Coburg und Gotha, einem Sohn Queen Victorias.

## Vorgeschichte und Bewaffnung
Die Duke of Edinburgh und ihre Schwesterschiffe stellten eine Weiterentwicklung der vorangegangenen Devonshire- und der Monmouth-Klasse dar. Diese Typen wurden von der britischen Admiralität als nicht mehr ausreichend bewaffnet und geschützt angesehen, um noch gemeinsam sinnvoll mit der Schlachtflotte operieren zu können. Dies war zugleich ein Zugeständnis an die nach 1900 aufkommende Diskussion über das all big gun one caliber battleship. Infolgedessen erhielten die Schiffe der Duke of Edinburgh-Klasse eine teilweise um bis zu 50 Prozent stärkere Panzerung (etwa an den Turmfrontseiten, wo die Panzerung auf 191 mm anwuchs) sowie Hauptgeschütze vom Kaliber 23,4 cm (die Panzerkreuzer der Devonshire- und der Monmouth-Klasse hatten nur Geschütze vom Kaliber 15,2 cm oder 19,1 cm). Zudem wurde die Höchstgeschwindigkeit leicht gesteigert und lag nun bei etwa 23 kn. Diese Verbesserungen ließen allerdings auch die maximale Wasserverdrängung der neuen Panzerkreuzer auf deutlich über 14.000 ts ansteigen. Unter der Regie von Sir Philip Watts (1846–1926), der von 1901 bis 1912 Director of Naval Construction der Royal Navy war und in dessen Ägide 1905 auch das revolutionäre Schlachtschiff Dreadnought entstand, wurden auch die Schiffe der Duke-of-Edinburgh-Klasse konstruiert und gebaut. Die Pläne für diese Panzerkreuzer waren teils vor den ersten Studien zum neuen all big gun one caliber battleship Dreadnought entstanden, womit diese Panzerkreuzer als die ersten von Philip Watts entworfenen Schiffe angesehen werden können.
Das Schiff war mit sechs 23,4-cm-L/47-Mk.-X-Schnellfeuerkanonen in Hexagonalaufstellung bewaffnet. Die Geschütze waren in Einzeltürmen untergebracht, wobei jeweils vier Kanonen gleichzeitig in einer Breitseite abgefeuert werden konnten. Diese konnten etwa 172 kg schwere Granaten über Distanzen von maximal etwa 14,1 km verschießen. Die Mittelartillerie bestand aus zehn 15,2-cm-L/50-Mk.-XI-Schnellfeuerkanonen in einzelnen Kasematten; je fünf Kasematten waren zu beiden Seiten des Rumpfes untergebracht. Diese Geschütze waren allerdings von relativ geringem Kampfwert, da das Kasemattendeck sehr tief lag und so die Reichweite dieser Kanonen erheblich eingeschränkt wurde; bei hohem Seegang waren die Geschütze fast gänzlich unbenutzbar. Zudem führte die Duke of Edinburgh zur Abwehr von Torpedobooten noch 22 leichte 4,7-cm-Geschütze des Typs Vickers Mk. II (3-Pfünder), die unterhalb der Brückenstruktur und nahe dem achteren Masten in je zwei größeren Gruppen aufgestellt waren, sowie drei starre und unterhalb der Wasserlinie eingebaute 45,7-cm-Torpedorohre mit sich.

### Anmerkung zur schnellen Überalterung des Schiffes
Obwohl die Duke of Edinburgh und ihre Schwesterschiffe erst um 1906 in Dienst gestellt worden waren und eine deutliche Verbesserung der vorangegangenen Typen darstellten, galten sie dennoch zum Zeitpunkt ihrer Indienststellung bereits als veraltet, da fast alle größeren Flotten zu diesem Zeitpunkt bereits mit dem Bau oder zumindest dem Entwurf von Dreadnoughts begonnen hatten. Dieser neue Schlachtschifftyp sowie die aufkommende Entwicklung des Schlachtkreuzers machten letztlich das allgemeine Konzept des Panzerkreuzers hinfällig. In späteren Auseinandersetzungen während des Ersten Weltkrieges, besonders während der Skagerrakschlacht, wurde dies auch sehr deutlich. Ohne dass sie selbst nennenswert in das Gefecht eingreifen konnten, wurden drei britische Panzerkreuzer versenkt.
Zudem war die Torpedobootabwehr mit ihren 4,7-cm-Kanonen als sehr schwach einzustufen, da zum damaligen Zeitpunkt bereits die stetig anwachsende Größe der Torpedoboote und Zerstörer das leistungsfähigere 7,62-cm-Geschütz in Frage gestellt hatte, das auf den meisten britischen Großkampfschiffen im Einsatz stand.

## Vorkriegszeit
Als erstes Schiff dieses Typs wurde der Panzerkreuzer am 11. Februar 1903 auf der Werft Pembroke Royal Dockyard in Wales auf Kiel gelegt und lief am 14. Juni 1904 von Stapel. Die Indienststellung erfolgte am 20. Januar 1906. Die Baukosten beliefen sich auf 1.193.414 Pfund Sterling.
Zunächst wurde er ab 1906 dem 5. Kreuzergeschwader, ab dem Spätjahr 1908 dem 1. Kreuzergeschwader der Home Fleet zugeteilt, wo sie beinahe 18 Monate lang verblieb. Im Jahre 1909 wurde der Kreuzer zu der im gleichen Jahr neu aufgestellten britischen Atlantic Fleet detachiert. Am 13. August 1910 lief die  Duke of Edinburgh vor der Isle of Wight auf Grund, konnte aber wieder flott gemacht werden. 1911 war sie bei der Rettung Schiffbrüchiger der SS Delhi vor der marokkanischen Küste beteiligt. Im Jahr 1913 wurde die Duke of Edinburgh gemeinsam mit ihrem Schwesterschiff HMS Black Prince ins Mittelmeer zum 1. Kreuzergeschwader der britischen Mittelmeerflotte (Admiral Sir Archibald Berkeley Milne) abkommandiert. Dabei pendelte die Duke of Edinburgh zwischen Gibraltar, Malta und Sues und führte zahlreiche Manövermissionen durch.

## Einsätze im Ersten Weltkrieg
Beim Ausbruch des Ersten Weltkrieges befand sich der Kreuzer in Malta. Er wurde aber im Rahmen des 1. Kreuzergeschwaders unter Admiral Ernest Troubridge auf der Defence bereits ab dem 1. August 1914 zur Suche nach der aus dem Schlachtkreuzer Goeben und dem Kleinen Kreuzer Breslau bestehenden deutschen Mittelmeerdivision eingesetzt, obwohl die Kriegserklärung Großbritanniens an das Deutsche Reich erst am 5. August erfolgte. Grund war, dass die deutschen Schiffe die Truppentransporte der Franzosen zwischen den südfranzösischen Häfen und Algerien bedrohten.
Danach verlegten die Duke of Edinburgh und die Black Prince via Suez ins Rote Meer und patrouillierten vor Massaua, um dort deutsche Handelsschiffe abzufangen. Im November 1914 verlegten die beiden Panzerkreuzer  wieder nach Gibraltar. Beide wurden im Dezember 1914, nach der Niederlage der Royal Navy bei Coronel, vor der Küste Westafrikas zum neu gebildeten britischen Westafrika-Geschwader detachiert. Die Aufgabe dieses Verbandes wäre gewesen, das deutsche Kreuzergeschwader von Vizeadmiral Maximilian Graf von Spee abzufangen, falls dieses in den mittleren Atlantik vorstoßen würde. Das deutsche Geschwader wurde aber bereits im Seegefecht bei den Falklandinseln im Dezember gestellt und aufgerieben, weswegen die Duke of Edinburgh und die Black Prince im Winter 1914/15 wieder nach Großbritannien zur Grand Fleet zurückbeordert wurden. Gemeinsam mit den Panzerkreuzern Defence und Warrior bildeten sie dort ab Januar 1915 das in Scapa Flow stationierte 1. Kreuzergeschwader unter Konteradmiral Sir Robert Keith Arbuthnot. Bis Mai 1916 nahm das Schiff unter Kapitän Henry Blackett an keinen größeren Aktionen teil.
Am Morgen des 31. Mai 1916 lief die Duke of Edinburgh zusammen mit den anderen Schiffen des 1. Kreuzergeschwaders sowie dem 2. Kreuzergeschwader aus Invergordon aus und bildete etwa 18 Seemeilen vor der britischen Hauptmacht die mit der Aufklärung betraute Vorhut. Dabei verlor die Black Prince allerdings den Kontakt zu den übrigen Panzerkreuzern. Die Seeschlacht im Skagerrak sah etwa gegen 15:45 Uhr ihren Beginn in einem Gefecht zwischen britischen und deutschen Schlachtkreuzern. Das 1. Kreuzergeschwader stieß gegen 18:10 Uhr auf Teile der deutschen Schlachtflotte und erlitt schwere Verluste, unter anderem sank das Geschwader-Flaggschiff Defence um 18:20 Uhr mit Konteradmiral Arbuthnot und der gesamten Besatzung. Die Warrior sank auf dem Rückmarsch nach schweren Beschädigungen und die vom Hauptverband abgekommene Black Prince wurde gegen 00:12 Uhr von den deutschen Schlachtschiffen Thüringen, Ostfriesland und Friedrich der Große versenkt. Die Duke of Edinburgh blieb dagegen als einziges Schiff des 1. Kreuzergeschwaders weitgehend unbeschädigt, sie hatte dem Angriff von Konteradmiral Arbuthnot auf die deutsche Flotte nicht folgen können.
Nach der Skagerrakschlacht kehrte das Schiff am 3. Juni nach Scapa Flow zurück. Es wurde in der Folge dem 2. Kreuzergeschwader zugeteilt und machte Blockadedienst bei den Shetlands. Nach einem kleineren Umbau im Mai 1917 wurde sie der North America and West Indies Station unterstellt und für Konvoiaufgaben eingesetzt. Hier verblieb sie bis Kriegsende.

## Verbleib
Die Duke of Edinburgh kehrte nach dem Krieg nach England zurück und hatte ihren Heimathafen in Humber. Sie wurde 1919 als technisch veraltet aus dem Schiffsregister gestrichen und am 12. April 1920 auf Abbruch nach Blyth (Northumberland) verkauft.